# Infektologija
Infektologíja je veja medicine o nastanku, zdravljenju in preprečevanju nalezljivih bolezni.
Zdravnik specialist, ki deluje na tem področju, se imenuje infektolog.